# Starr (Familienname)
Starr ist ein englischer Familienname.

## Herkunft und Bedeutung
Starr ist die englische Variante des deutschen Familiennamens Stern. Zu weiteren Informationen siehe dort.

## Namensträger
- Aiden Starr (* 1979), US-amerikanische Pornodarstellerin
- Albert Starr (1926–2024), US-amerikanischer Herzchirurg und Erfinder künstlicher Herzklappen
- Allanah Starr (* um 1977), kubanisch-amerikanisches Model, transsexuelle Pornodarstellerin und Eventpromoterin
- Andy Starr (1932–2003), US-amerikanischer Rockabilly-Musiker
- Antony Starr (* 1975), neuseeländischer Schauspieler
- Ayra Starr (* 2002), nigerianische R&B-Sängerin
- Bart Starr (1934–2019), US-amerikanischer American-Football-Spieler
- Beau Starr (* 1944), US-amerikanischer Schauspieler
- Belle Starr (1848–1889), US-amerikanische Gangsterin
- Ben Starr (Drehbuchautor) (1921–2014), US-amerikanischer Drehbuchautor
- Ben Starr (Schauspieler) (* 1988), britischer Schauspieler
- Bill Starr (* 1933), US-amerikanischer Schriftsteller
- Billy Starr (1913–1981), US-amerikanischer Country-Musiker
- Blaze Starr (1932–2015), US-amerikanische Tänzerin und Model
- Bobbi Starr (* 1983), US-amerikanische Pornodarstellerin
- Brenda K. Starr (* 1966), US-amerikanische Sängerin
- Cornelius Vander Starr (1892–1968), US-amerikanischer Unternehmer
- Don Starr (1917–1995), US-amerikanischer Schauspieler
- Edwin Starr (1942–2003), US-amerikanischer Soulsänger
- Ellen Gates Starr (1859–1940), US-amerikanische Sozialreformerin
- Emly Starr (* 1957), belgische Sängerin
- Freddie Starr (1943–2019), englischer Komiker
- Frederick Starr (1858–1933), US-amerikanischer Anthropologe
- Fredro Starr (* 1971), US-amerikanischer Rapper und Schauspieler
- Garrison Starr (* 1975), US-amerikanische Musikerin
- Gregory Dirk Starr (* 1957), US-amerikanischer Botaniker
- Harvey Starr (* 1946), US-amerikanischer Politikwissenschaftler
- Isaac Starr (1895–1989), US-amerikanischer Physiologe und Pharmakologe
- Jack Starr, US-amerikanischer Gitarrist
- Jade Starr (* 1981), US-amerikanische Pornodarstellerin und Schauspielerin
- Jason Starr (* 1966), US-amerikanischer Schriftsteller und Drehbuchautor
- Jimmy Starr (1904–1990), US-amerikanischer Drehbuchautor und Kolumnist
- John F. Starr (1818–1904), US-amerikanischer Politiker
- John Wellington Starr (um 1822–1846), US-amerikanischer Techniker
- Kay Starr (1922–2016), US-amerikanische Jazz- und Popsängerin
- Kenneth Starr (1946–2022), US-amerikanischer Jurist
- Kevin Starr (1940–2017), US-amerikanischer Historiker
- Leonard Starr (1925–2015), US-amerikanischer Comiczeichner
- Lucille Starr (Lucille Raymonde Marie Cunningham; * 1938), kanadische Country-Sängerin
- Martin Starr (* 1982), US-amerikanischer Schauspieler
- Matt Starr, US-amerikanischer Musiker
- Michael Starr (1910–2000), kanadischer Politiker
- Mike Starr (Schauspieler) (* 1950), US-amerikanischer Schauspieler
- Mike Starr (Musiker) (1966–2011), US-amerikanischer Musiker
- Nava Starr (* 1949), kanadische Schachspielerin
- Neil Starr, walisischer Sänger und Gitarrist
- Pearl Starr (1868–1925), US-amerikanische Bordellbetreiberin
- Ringo Starr (* 1940), britischer Musiker
- Riva Starr, italienischer DJ
- Robert H. Starr (1924–2009), US-amerikanischer Pilot und Flugzeugbauer
- S. Frederick Starr (* 1940), US-amerikanischer Wissenschaftler und Jazzmusiker
- Sable Starr (1957–2009), US-amerikanisches Groupie
- Sally Starr (1923–2013), US-amerikanische Schauspielerin
- Stevie Starr (* 1962), schottischer Illusionist